# Apogon jenkinsi
Apogon jenkinsi es una especie de pez de la familia de los apogónidos en el orden de los perciformes.

## Morfología
Los machos pueden llegar a alcanzar los 8,7 cm de longitud total.

## Distribución geográfica
Se encuentran en las Filipinas.